# High School Musical 2: Sing It All or Nothing'!
High School Musical 2 är en amerikansk långfilm från 2007. Filmen är en uppföljare till filmen High School Musical från 2006 och hade premiär i USA den 17 augusti 2007 och i Sverige den 5 oktober 2007. Filmen släpptes på DVD i Sverige den 28 november 2007. Den 22 oktober 2008 släpptes en Deluxe Dance Edition av filmen.

## Handling
Syskonen Ryan och Sharpay Evans föräldrar äger en klubb där Troy, med Sharpays hjälp, fått sommarjobb. Vad Sharpay inte vet är att även resten av Wildcats-gänget är anställda på klubben, och då även Troys flickvän Gabriella. Sharpays plan är att sjunga på den traditionella talangjakten som varje år äger rum på klubben tillsammans med Troy istället för sin vanliga partner Ryan. 
Sharpay gör allt i sin makt för att få Troy, hon får sin pappa att erbjuda honom stipendium för college och befordra honom, något som skapar osämja mellan Troy och resten av gänget från East High. Ryan däremot blir bättre vän med medlemmarna i Wildcats. 
Det knakar i fogarna mellan Troy och Gabriella, till slut orkar inte Gabriella med Sharpays ständiga försök att vinna Troy så hon bestämmer sig för att sluta på klubben. Då börjar Troys kamp för att vinna sin flickvän tillbaka.

## Skådespelare
- Zac Efron — Troy Bolton
- Vanessa Hudgens — Gabriella Montez
- Ashley Tisdale — Sharpay Evans
- Lucas Grabeel — Ryan Evans
- Monique Coleman — Taylor McKessie
- Corbin Bleu — Chad Danforth
- Olesya Rulin — Kelsi Nielson
- Ryne Sanborn — Jason Cross
- Chris Warren Jr — Zeke Baylor
- Mark L. Taylor — Mr. Fulton
- KayCee Stroh — Martha
- Robert Curtis Brown — Mr. Evans
- Jessica Tuck — Mrs. Evans
- Bart Johnson — Jack Bolton
- Leslie Wing — Mrs. Bolton
- Alyson Reed — Ms.Darbus

## Svenska röster
- Oskar Nilsson - Troy Bolton
- Mikaela Tidermark Nelson - Gabriella Montez
- Amanda Renberg - Sharpay Evans
- Nick Atkinson - Ryan Evans
- Emelie Clausen - Taylor McKessie
- Jesper Adefelt - Chad Danforth
- Ellen Fjaestad - Kelsi Nielson
- Gabriel Odenhammar - Jason Cross
- Niels Pettersson - Zeke Baylor
- Bengt Järnblad - Mr. Fulton.
- Norea Sjöquist - Martha
- Steve Kratz - Mr. Evans
- Catherine Hansson - Mrs. Evans
- Erik Ahrnbom - Tränare Jack Bolton
- Jennie Jahns - Mrs. Bolton
- Charlotte Strandberg - Ms. Darbus

## Filmmusik
Filmmusiken till filmen släpptes på CD den 14 augusti i USA och den 15 augusti i Sverige. För låtlistan se, High School Musical 2 (album)